# وباء الجدري في أمريكا الشمالية 1775 - 1782

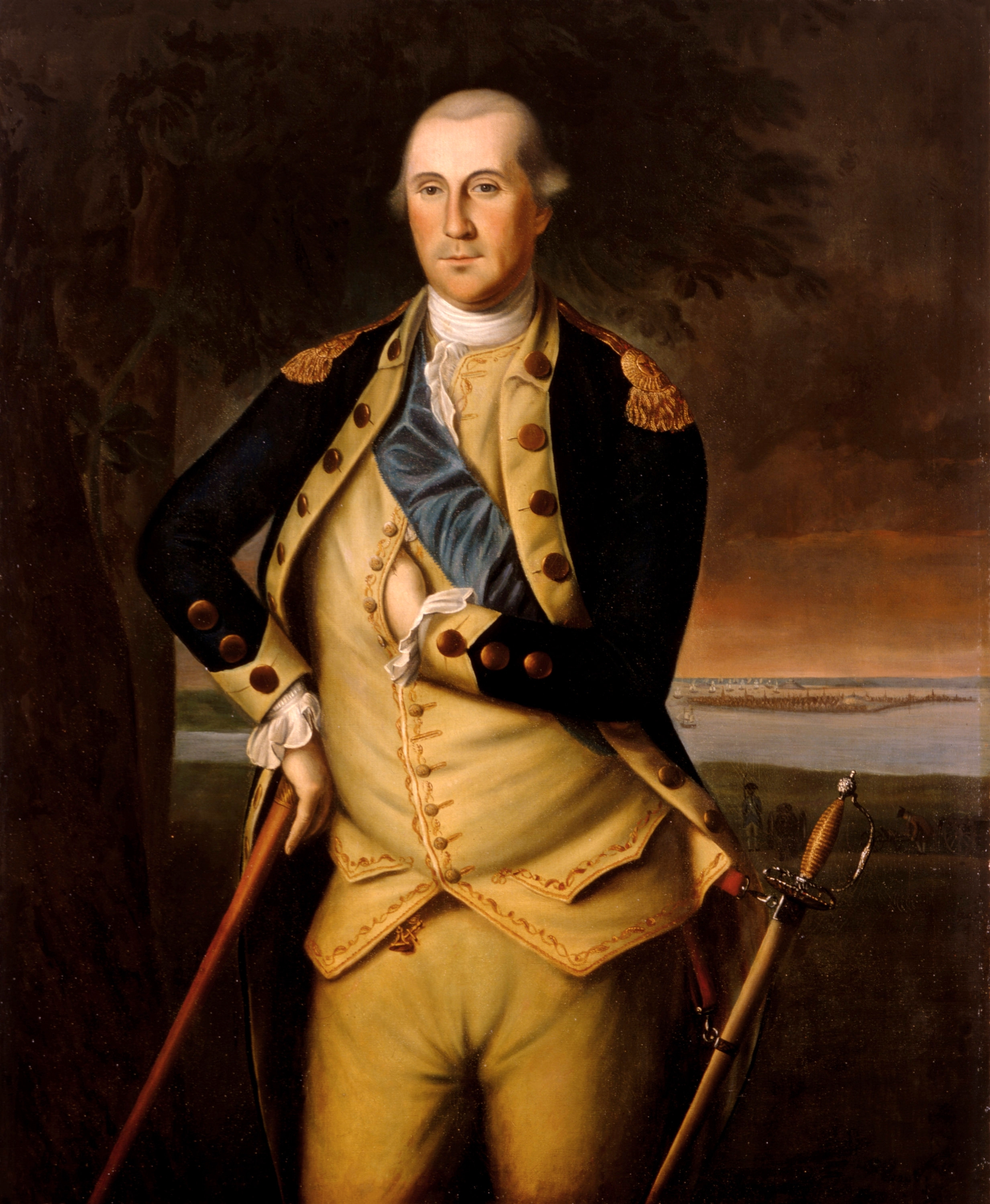

دمر وباء الجدري في أمريكا الشمالية بين عامي 1775 و1782 العالم الجديد في نصف الأرض الغربي. يمكن اتهام رحلة كولومبوس الأولى إلى أمريكا بنقل فيروس الجدري إلى العالم الجديد ما أدى إلى انتشاره عبر معظم أجزاء قارة أمريكا الشمالية.

## خلفية تاريخية
الجدري هو مرض خطير ناتج عن الإصابة بفيروس الجدري الكبير. أدى الشكل الأكثر شيوعًا من الجدري (الشكل الاعتيادي) إلى تدمير تجمعات بشرية إذ سجل نسبة وفيات تصل إلى 30%. ينتقل فيروس الجدري عبر سوائل الجسد والأدوات الملوثة بها. بشكل عام، يحتاج نقل الفيروس من شخص إلى آخر إلى الاحتكاك وجهًا لوجه بين الشخصين. على عكس بعض الفيروسات، يعتبر الإنسان الناقل الوحيد لفيروس الجدري الكبير. يحد هذا من احتمال انتشار الفيروس بشكل غير معروف عبر الحشرات أو الحيوانات المصابة مثلًا. يعتبر المصاب بفيروس الجدري معديًا للآخرين لمدة 24 يومًا من تاريخ التقاط العدوى. لكن هناك فترة يكون فيها المصاب معديًا لكنه قد بدأ للتو بملاحظة الأعراض البسيطة للمرض مثل الحمى والصداع والآلام الجسدية والتقيؤ في بعض الحالات.
حدث الوباء في فترة حرب الاستقلال الأمريكية. خلال هذه الفترة، لم تتوفر التقنيات الطبية القادرة على وقاية الجنود من تفشي الأمراض في معسكرات الجنود المزدحمة والمفتقرة إلى النظافة، وبالتالي شكل الوباء خطرًا كبيرًا على نجاح الجيش القاري بقيادة جورج واشنطن.
لا أحد يعرف مكان بدء التفشي بشكل دقيق، لكن الوباء لم يكن مقتصرًا على المستعمرات على الساحل الشرقي، ولا على المناطق التي تعرضت للتخريب نتيجة أعمال العنف. انتشر المرض على امتداد قارة أمريكا الشمالية. في عام 1775، كانت أحداث العنف محتدمة عبر مدينة بوسطن الواقعة تحت سيطرة البريطانيين إضافة إلى اجتياح الجيش القاري لكندا. خلال حصار بوسطن من قبل جورج واشنطن، تفشى الوباء وسط كل من المعسكرين القاري والبريطاني.
ساهم العديد من العبيد الهاربين إلى الخطوط البريطانية في الجنوب أيضًا في نقل الجدري وماتوا. في الجنوب، وصل الوباء إلى تكساس، وتضررت نيو أورلينز بشكل كبير بين عامي 1778 و1779 نتيجة وجود المنطقة المدنية عالية الكثافة السكانية. بحلول عام 1779، كان المرض قد انتقل إلى المكسيك وأدى لاحقًا إلى وفاة عشرات الآلاف. في نهاية الوباء، كان قد عبر السهول الكبرى وانتقل غربًا وصولًا إلى ساحل المحيط الهادئ، وشمالًا وصولًا إلى ألاسكا وجنوبًا حتى المكسيك، ليصيب فعليًا جميع أجزاء القارة.
كان الأثر الذي تركه الوباء على السكان الأصليين في أمريكا واحدًا من أسوأ الأحداث المأساوية التي تركتها الجائحة. يُرجح أن يكون الوباء قد انتقل بسبب تنقلات قبائل شوشوني الهندية. بدءًا من عام 1780 وصل إلى البويبلون في منطقة ولاية نيومكسيكو حاليًا. ظهر المرض أيضًا في المراكز التجارية الداخلية لشركة خليج هدسون عام 1782. أثر على كافة القبائل في القارة تقريبًا، ومن بينها تلك المقيمة على الساحل الشمالي الغربي. يُقدر أن الوباء قتل نحو 11,000 شخص من السكان الأصليين في المنطقة الغربية من ولاية واشنطن حاليًا، مقلصًا عدد السكان من 37,000 إلى 26,000 خلال سبع سنوات فقط.

## إجراءات الحجر
على الرغم من غياب المعلومات الكافية عن الفيروسات وطرق انتقالها، لاحظ المستعمرون الإنجليز في أمريكا الشمالية فعالية عزل الأشخاص المصابين بالجدري. كانت المستعمرات الإنجليزية على علم أكبر بصفات الجدري مقارنة بأي مرض معدٍ آخر تقريبًا. كان من المعروف على نطاق واسع أن الشخص يمكن أن يقي نفسه من الإصابة بالجدري عبر طريقتين فقط هما الحجر الصحي أو التطعيم ضد المرض. خشي الكثيرون من التطعيم، واختاروا بدلًا عنه الانعزال عن طريق الحجر الصحي. أُرسل الأشخاص الذين لوحظت إصابتهم إلى مناطق نائية حيث يمكن أن يأخذ المرض سيره الطبيعي دون خوف من نشر العدوى إلى الآخرين. في حال وجود حاجة، يمكن أن يتسع نطاق الحجر الصحي. أدى هذا إلى عزل مدن كاملة عن بقية المستعمرات خلال فترة انتشار الوباء.
نشط أعضاء المستعمرات الإنجليزية إضافة إلى المسؤولين الإنجليز في وضع توصيات الحجر الصحي بهدف حماية الشعب. من أقدم الأمثلة الموجودة نذكر الحجر الصحي المفروض عام 1647 من قبل طائفة التطهيريين، والذي هدف إلى منع انتشار المرض من السفن القادمة من البحر الكاريبي. في عام 1731، أُقر قانون معروف باسم «قانون هادف إلى منع الأشخاص من إخفاء الإصابة بالجدري». جعل هذا القانون أرباب المنازل مخبرين إجباريين عن الجدري؛ طُلب من هؤلاء الأشخاص الإعلان عن وجود إصابات بالجدري في منازلهم إلى مسؤولين مختارين من قبل إدارة مستعمرة خليج ماساتشوستس. لاحقًا توسم المنازل التي تحوي إصابات بوضع راية حمراء. في ولاية كارولاينا الجنوبية، وُضع حراس خارج المنازل الموبوءة وُطلب من أصحابها نشر إشعارات تحذر من العدوى. في العديد من المستعمرات، جُهزت الجزر لحجر الأشخاص القادمين عبر السفن. أدى هذا الإجراء إلى خفض احتمالات نقل الجدري عن طريق التجارة أو السفر. بحلول أواخر القرن الثامن عشر، كانت جميع المستعمرات تقريبًا تملك قوانين حجر صحي بهدف التقليل من الآثار المدمرة التي قد يخلفها الجدري على سكانها.
بعد استلامه قيادة الجيش القاري، أدرك واشنطن الخطر الشديد الذي مثله الجدري على رجاله وعلى انتصاره في الحرب. في سبيل هذا الهدف، أصبح واشنطن «منتبهًا بشكل خاص إلى أدنى أعراض الجدري» بين رجاله. إضافة إلى ذلك، كان واشنطن مستعدًا لوضع أي شخص من جنوده تحت الحجر الصحي في حال إبدائه أعراضًا وفق الإجراءات والتوصيات المعروفة مسبقًا، ومن بينها استخدام مشفى خاص للعزل. بعد تفشي الجدري في بوسطن، اتخذ واشنطن احتياطات إضافية لحماية رجاله؛ عزل رجاله عن شعب بوسطن الخطر وبائيًا. شملت هذه الإجراءات منع التواصل بين جنوده وبين اللاجئين في بوسطن. إضافة إلى ذلك، يمكن ربط عدد من انسحابات الجيش القاري مع رغبة واشنطن في تجنب الجدري وحذره الشديد عندما وصل إلى جنوده. 

## الآثار على الصحة العامة
شارك العديد من الأشخاص المشهورين الذين ارتبط اسمهم بحرب الاستقلال الأمريكية أيضًا في محاولة إيقاف الانتشار المدمر لوباء الجدري عبر المستعمرات الأمريكية وخارجها. شمل هؤلاء الرموز جورج واشنطن وتوماس جيفرسون وجون آدامز وبنجامين فرانكلن من بين آخرين. قبل الخطوات التي اتخذها هؤلاء الأشخاص، لم تكن سياسات الصحة العامة موضوعة بشكل واضح؛ إذ كانت مقتصرة على الحالات الطارئة. يعني ذلك أن السياسات والبرامج الصحية ظهرت في فترات الأوبئة والحجر الصحي، أي إنها كانت توضع عند وجود حاجة حالية لها. لكن دمار الجدري حرض على إجراء تغييرات أثرت فيما بعد على الصحة العامة الأمريكية لسنوات لاحقة.
عند دخول إجراء التطعيم حيز التنفيذ، كان جميع المستعمرين تقريبًا شديدة الحذر من هذا الإجراء الطبي الجديد. كان من الصعب عليهم فهم الآلية التي يمكن بها أن تؤدي إصابة شخص سليم بالمرض إلى نتائج إيجابية فيما بعد. لكن التطعيم أدى إلى إنقاذ العديد من الأرواح ومن الممكن أنه قد حمى الجيش القاري من الدمار. مهد برنامج التطعيم ضد الجدري الطريق إلى وجود نظام صحي عالمي مسؤول عن السيطرة على الكثير من الأمراض المميتة والقضاء عليها؛ على سبيل المثال لا الحصر نذكر شلل الأطفال والحصبة والخناق.
1. ↑  "Smallpox Overview". 2016.
2. ↑  Mackenzie, Alexander (1801)، Voyages from Montreal، London: Printed for T. Cadell, Jun. and W. Davies ..., Cobbett and Morgan ..., and W. Creech, at Edinburgh, by R. Noble ...، ISBN:066533950X، 066533950X، مؤرشف من الأصل في 2016-09-09
3. ↑  Fenn، Elizabeth A.، History Today (The Great Smallpox Epidemic)، مؤرشف من الأصل في 2018-10-05، اطلع عليه بتاريخ 2014-08-02
4. ↑  Principles and Practice of Public Health Surveillance. 2010.
5. ↑  Pox Americana. 2001.
6. 1 2  Smallpox · George Washington's Mount Vernon نسخة محفوظة 26 أبريل 2018 على موقع واي باك مشين.